# Fageia
Genre
Fageia est un genre d'araignées aranéomorphes de la famille des Philodromidae.

## Distribution
Les espèces de ce genre se rencontrent en Amérique du Sud et au Panama.

## Liste des espèces
Selon World Spider Catalog (version 25.5, 06/10/2024) :
- Fageia amabilis Mello-Leitão, 1929
- Fageia aripuanan Schinelli, Marques, do Prado, Teixeira & Baptista, 2024
- Fageia concolor Mello-Leitão, 1947
- Fageia moschata (Mello-Leitão, 1943)
- Fageia panamensis Schinelli, Marques, do Prado, Teixeira & Baptista, 2024

## Systématique et taxinomie
Ce genre a été décrit par Mello-Leitão en 1929 dans les Thomisidae. Il est placé dans les Philodromidae par Homann en 1975.

## Étymologie
Ce genre est nommé en l'honneur de Louis Fage.

## Publication originale
- Mello-Leitão, 1929 : « Aphantochilidas e Thomisidas do Brasil. » Archivos do Museu Nacional, vol. 31, p. 9-359.